# August Bebel
August Ferdinand Bebel (Colonia, 22 febbraio 1840 – Churwalden, 13 agosto 1913) è stato un politico e scrittore tedesco.

## Biografia
Nacque a Deutz, sobborgo di Colonia; operaio tornitore, si dedicò fin da giovane all'attività politica e fondò nel 1867 con Wilhelm Liebknecht il Sächsische Volkspartei (Partito Popolare della Sassonia), e nel 1869 il SDAP (Sozialdemokratische Arbeiterpartei), il Partito Socialdemocratico dei Lavoratori.
Nel 1875 al congresso di Gotha il SDAP si unì con l'ADAV (Allgemeiner Deutscher Arbeiterverein), Associazione Generale dei Lavoratori Tedeschi, per formare il SAPD (Sozialistische Arbeiterpartei Deutschlands), Partito dei Lavoratori Socialisti Tedeschi, che venne rinominato SPD nel 1890.
Dopo essere stati eletti al Reichstag nel 1867, i due fondatori della socialdemocrazia tedesca, Bebel e Liebknecht, si astennero dal votare la prima richiesta di crediti di guerra in occasione della guerra franco-prussiana ed in seguito votarono contro. Per questi fatti nel 1872 Bebel fu sottoposto a processo per attività politica sovversiva, il cosiddetto Leipziger Hochverratsprozess, e condannato a due anni di Festungshaft (la reclusione in una fortezza, una condanna considerata meno disonorevole della normale prigionia), che scontò nella fortezza di Königstein. Negli anni di prigionia si dedicò a studi intensi ed approfondì la storia delle nazioni islamiche, come testimonia il suo testo Die mohammedanisch-arabische Kulturperiode del 1884.
Nel 1893, in occasione del Congresso della social-democrazia tedesca, prese un'importante posizione contro l'antisemitismo, fenomeno crescente in Germania alla fine del XIX secolo. Attraverso la pubblicazione del suo rapporto "La social-democrazia e l'antisemitismo" rese la lotta all'odio contro gli ebrei un tema importante dei programmi del movimento operaio. Bebel portò in auge un caustico giudizio sull'antisemitismo che circolava all'epoca tra i socialisti: «l'antisemitismo è il socialismo degli imbecilli».
Alla morte di Wilhelm Liebknecht nel 1900 divenne con Paul Singer presidente della SPD. Fra i suoi scritti si ricordano Die Frau und der Sozialismus (La donna e il socialismo, 1883) ed il suo libro di memorie Aus meinem Leben (Dalla mia vita, 1910-14). Morì nel 1913 durante la visita ad un sanatorio a Passugg, in Svizzera, e fu sepolto a Zurigo.